# Китайцы в Индонезии
Китайцы в Индонезии (трад. иер. 印度尼西亞華人, упр. иер. 印度尼西亚华人, пиньинь Yìndùníxīyà Huárén, индон. Tionghoa Indonesia) — население Индонезии китайского происхождения, часть китайской диаспоры. По данным 2000 года, число китайцев в стране составляет около 1,7 млн человек. В то же время, учитывая всех лиц китайского происхождения, считая ранние волны миграции, а также сильно ассимилированных перанакан, можно назвать цифру более чем в 7,5 млн чел. Большая часть иммигрантов — из юго-восточной части Китая.
На 1992 год только около 6 % китайского населения Индонезии были признаны КНР китайскими гражданами.

## История

### Первые мигранты и голландская колония
Скорее всего, первые китайские эмигранты прибыли в регион в XV веке. Как ни парадоксально, но согласно одной из теорий именно благодаря китайским торговцам в регионе появился ислам. Другие теории говорят в пользу индийских торговцев-мусульман из Гуджарата. В любом случае, первыми китайскими эмигрантами на территорию современной Индонезии скорее всего были китайские мусульмане хуэйцзу.
Крупнейшая волна миграции продолжалась на протяжении голландского присутствия в регионе. Голландское правительство всячески поощряло китайскую иммиграцию, установив за китайцами экономическое господство и широкие права собственности. Подобная политика никак не способствовала ассимиляции китайского населения среди местных народов. Кроме того, это привело к установлению довольно проблематичных межэтнических отношений, которые не исчерпаны и сегодня. Имея благосклонные отношения со стороны голландцев, китайцы поддерживали колониальное правление. В первые годы Голландской Ост-Индии, китайское население активно способствовало голландскому господству в регионе.
Тем не менее, большую часть китайского населения региона составляли бедные рабочие-кули, бесконечно ввозимые китайскими предпринимателями и работавшие на сахарных плантациях Батавии. В первой половине XVIII века огромный рост китайского населения привёл к тому, что оно к 1740 году стало составлять около половины от общего населения некоторых регионов.
Уже к 1690 году голландские власти ввели жесткие ограничения на дальнейшую иммиграцию из Китая, однако это не послужило концом ввоза рабочих-кули, которые прибывали в дальнейшем через взятки местным органам власти.

### Резня 1740 года и последующая иммиграция
К 1720 году европейский рынок сахара был перенасыщен. Серьёзную конкуренцию Яве составлял более дешевый сахар из Бразилии. Это привело к тому, что многие предприниматели в Голландской Ост-Индии обанкротились, а рабочие потеряли свои места. В результате множество кули оказалось без каких-либо средств к существованию. В июле 1740 голландское правительство, пытаясь как-то урегулировать ситуацию, вынесло постановление о том, что все кули будут переправлены на плантации Цейлона. Скорее всего, это был опрометчивый шаг, так как данное заявление повлекло за собой волну протестов и восстаний, которые зачастую граничили с разбоем и убийствами. 9 октября 1740 был издан приказ обыскать все дома китайских жителей Батавии. Всё это переросло в трёхдневную резню, в которой множество китайцев были убиты в собственных домах, а также в тюрьмах и больницах. Число жертв этой бойни оценивается от 5 до 10 тысяч человек. После резни позиции китайского населения резко упали, китайское население было загнано в особые гетто.
Однако даже столь кровавые события не остановили китайскую иммиграцию. Многие по-прежнему искали в голландской Ост-Индии лучшую жизнь. Более поздние мигранты ощущали гораздо меньшую связь с Китаем, они активно и быстро ассимилировались, вступая в смешанные браки и подвергаясь вестернизации со стороны голландцев. Такое население известно как перанакан (или баба-нёня).

### Независимость Индонезии и индонезийский национализм
К началу XX века большинство китайцев ассимилировалось в индонезийской среде, хотя многие поддерживали связи с Китаем. Всё больше китайцев занимали своё место в политике и экономике. Возникали китайские политические партии, издавались китайские газеты. Китайское население Индонезии активно поддерживало движение за независимость во времена японской оккупации 1940-х. Из-за сложностей с точным определением этнической принадлежности, данные о роли участия китайцев в революции за независимость страны остаются спорными. Мало кто из китайцев участвовал непосредственно в индонезийской освободительной армии, однако роль китайцев в снабжении армии и населения товарами и продовольствием достаточно велика.
Дискриминация по отношению к китайцам серьёзно усилилась после объявления независимости. Со временем ситуация всё более накалялась. Репрессии президента Сухарто привели к огромным жертвам среди китайского населения, не принимавшего предъявленных к нему требований. Тем не менее, из-за постановлений правительства многие китайцы были вынуждены переехать в крупные города страны. Гонения обрушились и на китайский язык, школы с преподаванием на китайском были закрыты, было также запрещено использование иероглифов на вывесках. От китайцев потребовали взять индонезийские имена и фамилии. Большинство из этих постановлений были отменены с отставкой президента Сухарто в 1998 году.
Политическое давление серьёзно уменьшило число китайцев в таких сферах, как экономика, политика и наука. Данные действия правительства часто оценивают как целенаправленный культурный геноцид. 1998 год был отмечен антикитайскими погромами. Эти события получили широкую огласку и привели к массовому осуждению правительства Индонезии во многих странах мира, где значительна китайская диаспора.
В результате событий 1998 года многие китайцы вынуждены были уехать в Китай, Нидерланды, Бразилию, США, Австралию и другие страны.

### 1998 год — наши дни
После того, как на президентских выборах 1999 года был избран Абдуррахман Вахид, многие дискриминационные законы были отменены. Президент Мегавати Сукарнопутри в 2003 году объявила китайский Новый год национальным праздником. В 1998 году был снят запрет на преподавание китайского языка, в последние годы всё большим спросом стали пользоваться курсы китайского. Запрет использования китайского на телевидении действовал с 1965 по 1994, однако лишь в ноябре 2000 года каналом Metro TV был выпущен первый выпуск новостей на севернокитайском, это положило начало вещанию на китайском языке.